# Bidens cynapiifolia
Espèce
Classification phylogénétique
Bidens cynapiifolia est une espèce de plante à fleurs de la famille des Asteraceae.